# 柳田裕男
柳田 裕男（やなぎだ ひろお、1964年 - ）は、日本の撮影監督。
1964年、兵庫県西宮市生まれ。中央大学文学部独文学専攻卒業。日本映画撮影監督協会（J.S.C.）所属。AB型。

## 主な撮影作品
撮影助手等
- 天使のはらわた 赤い眩暈（1988年）
- その男、凶暴につき（1989年）
- 櫻の園（1990年）
- 激動の1750日（1990年）
- 無能の人（1991年）
- 修羅の伝説（1992年）
- 死んでもいい（1992年）
- 喜多郎の十五少女漂流記（1992年）
- ヌードの夜（1993年）
- RAMPO（奥山バージョン）（1994年）
- 119（1994年）
- GONIN（1995年）
- GONIN2（1996年)
- 東京日和（1997年）
- 御法度 (Bカメラ）（1999年）

### 映画
1. 蝉祭りの島（1999年）
2. 白い船（2001年）
3. HAZARD （2002年）
4. ノーパンツ・ガールズ（2004年）
5. 花と蛇（2003年）
6. Jam Films 2（2003年）
7. ゴーストシャウト（2004年）
8. 苺の破片（2004年）
9. 真昼ノ星空（2004年）
10. 花と蛇2 パリ/静子（2005年）
11. 夢の中へ (映画)（2005年）
12. ベロニカは死ぬことにした （2005年）
13. ミラクルバナナ（2005年）
14. TWO LOVE ～二つの愛の物語～『キャッチボール』『君と歩いた道』（2005年）
15. 赤い鯨と白い蛇（2006年）
16. 吉祥天女（2006年）
17. エクステ（2007年）
18. オリヲン座からの招待状（2007年）
19. Happyダーツ（2008年）
20. 群青 愛が沈んだ海の色（2009年）
21. RAILWAYS 49歳で電車の運転士になった男の物語（2010年）
22. ヌードの夜/愛は惜しみなく奪う（2010年）
23. わさお（2010年）
24. うさぎドロップ（2011年）
25. RAILWAYS 愛を伝えられない大人たちへ（2011年）
26. あんてるさんの花（2012年）
27. 臍帯 (映画)（2012年）
28. カノジョは嘘を愛しすぎてる（2013年）
29. 近キョリ恋愛（2014年）
30. Zアイランド（2015年）
31. レインツリーの国（2015年）
32. ちはやふる 上の句・下の句（2016年）
33. 君の膵臓をたべたい（2017年）
34. ちはやふる-結び-（2018年）
35. jam（2018年）
36. 君は月夜に光り輝く（2019年）
37. 町田くんの世界（2019年）
38. 今日も嫌がらせ弁当（2019年）
39. 思い、思われ、ふり、ふられ（2020年）
40. 劇場版シグナル 長期未解決事件捜査班（2021年）
41. 桜のような僕の恋人（2022年）
42. アキラとあきら（2022年）
43. 今夜、世界からこの恋が消えても（2022年）
44. 零落（2023年）
45. 隣人X（2024年）
46. 余命一年の僕が、余命半年の君と出会った話。（2024年）
47. 変な家（2024年）
48. お嬢と番犬くん（2025年）
49. 父と僕の終わらない歌（2025年）
50. ほどなく、お別れです（2026年）

### テレビドラマ
1. ノースポイント（2003年、北海道文化放送）[5]
2. 久本ドラマ（2004年、フジテレビ）
3. 長い長い殺人（2007年、WOWOW）
4. 帰ってきた時効警察（2007年、テレビ朝日）
5. 結婚詐欺師（2007年、WOWOW）
6. 空飛ぶタイヤ（2009年、WOWOW）
7. パーフェクト・ブルー（2010年、WOWOW）
8. 再生巨流（2011年、WOWOW）
9. 下町ロケット（2011年、WOWOW）
10. ボクら星屑のダンス（2011年、テレビ東京）
11. 罪と罰 A Falsified Romance（2012年、WOWOW）
12. マグマ（2012年、WOWOW）
13. プラチナタウン（2012年、WOWOW）
14. 書店員ミチルの身の上話（2013年、NHK）
15. ガリレオ XX（2013年、フジテレビ）
16. 地の塩（2014年、WOWOW）
17. おかしの家（2015、TBS）
18. 沈まぬ太陽（2016年、WOWOW）
19. CRISIS 公安機動捜査隊特捜班（2017、関テレ）
20. ミス・シャーロック（2018、Hulu）
21. 絶叫（2019年、WOWOW）
22. ベビーシッター・ギン!（2019年、NHK BS）
23. シグナル 長期未解決事件捜査班 スペシャル(2021年、関テレ）
24. 華麗なる一族（2021年、WOWOW）
25. サワコ（2022年、BS-TBS）
26. デフ・ヴォイス 法廷の手話通訳士（2023年、NHK）
27. 舟を編む（2024年、NHK BS）